# Кузьменки (Миргородский район)
Кузьменки́ (укр. Кузьменки) — село,
Петровцевский сельский совет,
Миргородский район,
Полтавская область,
Украина.
Код КОАТУУ — 5323285202. Население по переписи 2001 года составляло 27 человек.

## Географическое положение
Село Кузьменки находится на расстоянии в 2 км от села Широкая Долина (Великобагачанский район) и в 5-и км от села Петровцы.

## Экономика
- Молочно-товарная ферма.